# Teatro-cine Torcal

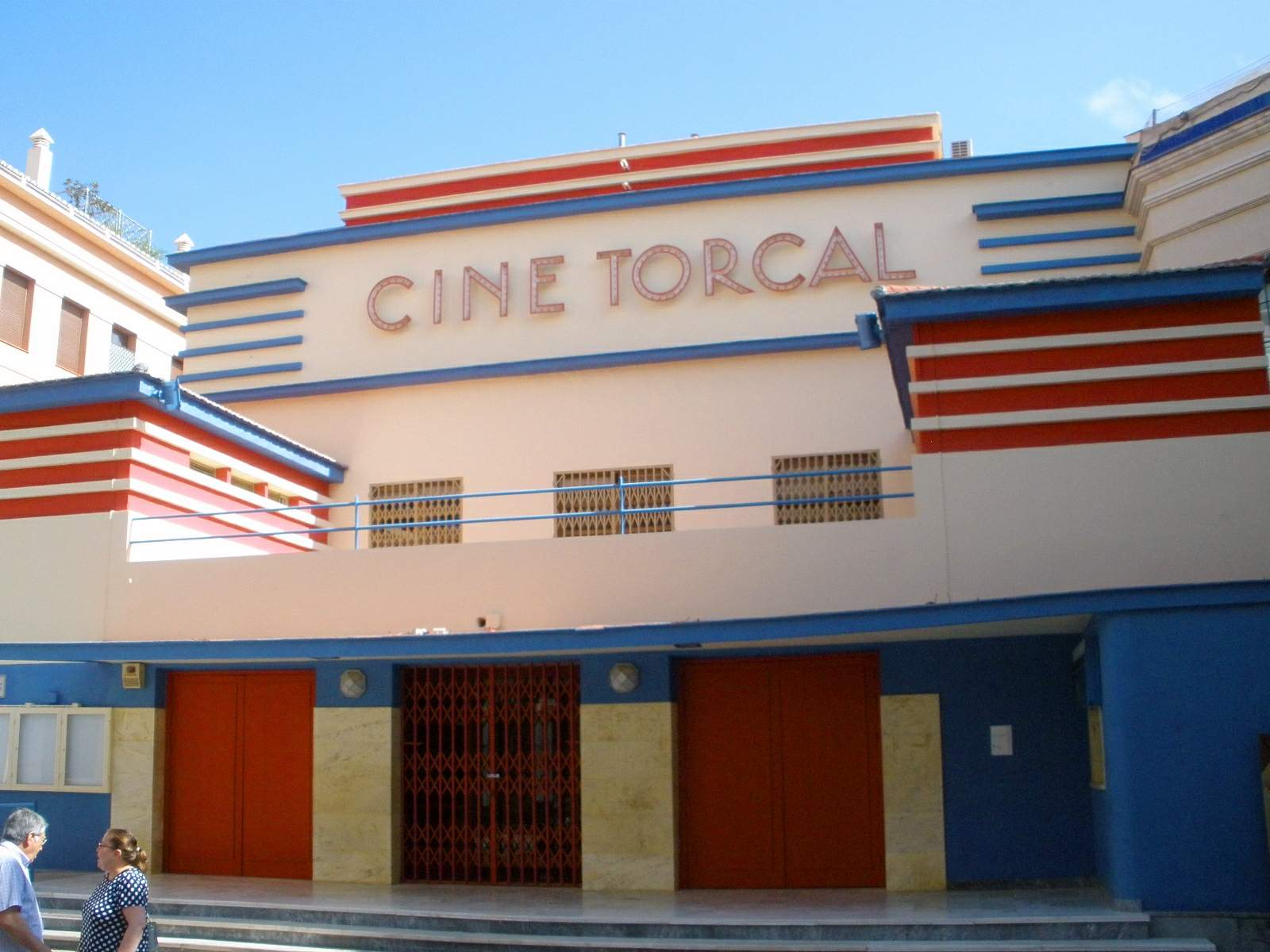
Fachada del cine Torcal

El teatro-cine Torcal es un teatro de propiedad municipal de Antequera (provincia de Málaga, España).
Se trata de un edificio racionalista construido entre 1933 y 1934 por el arquitecto Antonio Sánchez Esteve, aunque por su decoración de formas angulares y por su volumetría puede considerarse dentro de la estética art decó.
A principios  de los años 1950 fue adquirido por una familia antequerana,los Molina,que administró el inmueble hasta pasar a manos públicas. 
El teatro es de propiedad municipal y en él se celebra, entre otros escenarios, el festival barroco de músicas y comedias.
En 2008 el Ayuntamiento de Antequera aprobó un proyecto para reformar y ampliar el edificio que permitirá un aforo de 650 personas.